# A Centaur's Life
A Centaur's Life (litt. « Une vie de Centauresse »), connue au Japon sous le nom de Centaur no nayami (セントールの悩み, Sentōru no nayami, litt. « Les Soucis de la Centauresse »), est une série de manga écrite et dessinée par Kei Murayama. La série est actuellement prépubliée dans le magazine Monthly Comic Ryū de Tokuma Shoten depuis le 18 décembre 2010. Une adaptation en série télévisée d'animation par le studio Emon est diffusée pour la première fois au Japon entre juillet et septembre 2017,.

## Intrigue
La série se déroule dans un monde qui a pris un chemin d'évolution différent de celui que nous connaissons, aboutissant à des créatures mythologiques, comme les centaures, les satyres, les sirènes et les démons, prenant la place des humains dans la société actuelle. L'histoire se concentre principalement autour d'une jeune centauresse, nommée Himeno Kimihara, en menant sa vie quotidienne avec ses amis et sa famille.

## Personnages
Himeno Kimihara (君原 姫乃, Kimihara Himeno)
Voix japonaise : Seria Fukagawa (en)
Une centauresse avec une personnalité douce. Elle est à un âge où elle s'inquiète de la taille de sa poitrine et de son corps. Elle est surnommée Hime (姫, litt. « princesse ») par ses amis.
Nozomi Gokuraku (獄楽 希, Gokuraku Nozomi)
Voix japonaise : Yūki Kuwahara (en)
Une dragonne qui est une amie d'Himeno et vit dans un dojo de karaté. Elle a une personnalité grossière et est souvent taquinée pour son apparence de garçon.
Kyôko Naraku (名楽 羌子, Naraku Kyōko)
Voix japonaise : Haruka Shiraishi (en)
Une demi-satyre qui est une autre amie d'Himeno. Elle est de nature calme et posée. Elle est juste comme son grand frère.
Manami Mitama (御魂 真奈美, Mitama Manami)
Voix japonaise : Yūna Kamakura (ja)
Une ange. Elle a naturellement la disposition d'un président de comité. Elle s'occupe de ses quatre petites sœurs.
Mitsuyo Akechi (朱池 美津代, Akechi Mitsuyo)
Voix japonaise : Emi Miyajima (ja)
Une fille aux cornes de bélier qui a une personnalité effrontée. C'est une lesbienne qui entretient une relation avec Inukai, mais qui aime aussi taquiner d'autres filles.
Michiru Inukai (犬養 未散, Inukai Michiru)
Voix japonaise : Honoka Kuroki (ja)
Une fille à corne de licorne et la petite amie de Mitsuyo.
Makoto Komori (小守 真, Komori Makoto)
Voix japonaise : Takaki Ōtamari (ja)
Un démon pervers qui désire Himeno.
Chidori Hyappo (百歩 千鳥, Hyappo Chidori)
Voix japonaise : Daisuke Motohashi (ja)
Un ange timide et l'assistant de Manami.
Yutaka Nekomi (猫見 豊, Nekomi Yutaka)
Voix japonaise : Tomoya Yano (ja)
Un félidéen obèse et un ami de Komori.
Kôsaku Fujimoto (藤本 公作, Fujimoto Kōsaku)
Voix japonaise : Takahiro Miwa (ja)
Quetzalcoatl Sassassul (ケツァルコアトル・サスサススール, Ketsarukoatoru Sasusasusūru)
Voix japonaise : Yū Ayase (ja)
Une étudiante en échange de l'Antarctique qui ressemble à un serpent. Puisque sa race a une logique de pensée, elle se sent comme une étrangère dans la culture japonaise, mais elle est douce, amicale et adaptable.
Shino (紫乃)
Voix japonaise : Akane Kiryū
La cousine de Himeno qui est à la maternelle. Elle aime beaucoup Himeno.
Miura (美浦)
Voix japonaise : Ayaka Imamura (en)
Chigusa Mitama (御魂 千草, Mitama Chigusa), Chinami Mitama (御魂 千奈美, Mitama Chinami) et Chiho Mitama (御魂 千穂, Mitama Chiho)
Voix japonaise : Atsumi Tanezaki
Les Chichi-chans (ちち-ゃん) sont les petites sœurs identiques de Manami et les grandes sœurs de Sue. Elles ont chacune des cheveux orange clair (dans différentes coiffures) avec des oreilles et une queue de chat comme leur père. Chigusa a les cheveux tenus en deux tresses, Chinami a les cheveux en queue de cheval, tandis que les cheveux de Chiho sont courts. Toutes les trois sont des triplées.
Suetsumu Mitama (御魂 末摘, Mitama Suetsumu)
Voix japonaise : Mei Kanna
La plus jeune des sœurs Mitama surnommée Sue (すえちゃん, Sue-chan). Elle est issue d'un métissage rare d'une ange et d'un chat, cependant elle souffre d'une maladie étrange qui lui est associée ; elle a les cheveux blancs comme sa grande sœur. Malgré son apparence fragile, elle reste une enfant joyeuse et enjouée. Contrairement à ses grandes sœurs, elle est calme, sensible, douce et réservée. Elle appelle toutes ses sœurs « Nene » (ネネ).
Riri (リリ)
Voix japonaise : Yurika Kubo
Une voisine et une amie de Sue. Elle a un chien à six pattes appelé Yoshi.
Mii (みー)
Voix japonaise : Erika Ishitobi (ja)
Une amie et camarade de classe de Shino de la maternelle.
Maki (まき)
Voix japonaise : Momo Asakura
Une amie et camarade de classe de Shino de la maternelle.

## Productions et supports

### Manga
Écrit et dessiné par Kei Murayama, la série de manga Centaur no nayami (セントールの悩み, Sentōru no nayami) est lancée dans le numéro de février 2011 du magazine de prépublication de manga Monthly Comic Ryū, paru le 18 décembre 2010. La série est uniquement publiée en ligne à la suite du changement de format du Comic Ryū  le 19 juin 2018,. Le premier volume tankōbon est publié par Tokuma Shoten le 30 novembre 2011 ; à ce jour, la série compte vingt-cinq volumes tankōbon.
En Amérique du Nord, la maison d'édition Seven Seas Entertainment publie la version anglaise de la série sous le titre A Centaur's Life depuis novembre 2013,.

#### Liste des volumes
| no | Japonais          | Japonais          |
| no | Date de sortie    | ISBN              |
| -- | ----------------- | ----------------- |
| 1  | 30 novembre 2011  | 978-4-19-950274-3 |
| 2  | 13 février 2012   | 978-4-19-950287-3 |
| 3  | 13 septembre 2012 | 978-4-19-950305-4 |
| 4  | 13 février 2013   | 978-4-19-950325-2 |
| 5  | 13 juin 2013      | 978-4-19-950345-0 |
| 6  | 13 novembre 2013  | 978-4-19-950363-4 |
| 7  | 13 avril 2014     | 978-4-19-950389-4 |
| 8  | 11 juillet 2014   | 978-4-19-950404-4 |
| 9  | 13 décembre 2014  | 978-4-19-950424-2 |
| 10 | 13 mai 2015       | 978-4-19-950452-5 |
| 11 | 13 octobre 2015   | 978-4-19-950475-4 |
| 12 | 12 mars 2016      | 978-4-19-950499-0 |
| 13 | 13 juillet 2016   | 978-4-19-950519-5 |
| 14 | 13 décembre 2016  | 978-4-19-950541-6 |
| 15 | 13 juillet 2017   | 978-4-19-950577-5 |
| 16 | 13 décembre 2017  | 978-4-19-950602-4 |
| 17 | 13 septembre 2018 | 978-4-19-950647-5 |
| 18 | 13 mars 2019      | 978-4-19-950672-7 |
| 19 | 13 novembre 2019  | 978-4-19-950692-5 |
| 20 | 13 juillet 2020   | 978-4-19-950710-6 |
| 21 | 13 mars 2021      | 978-4-19-950732-8 |
| 22 | 13 octobre 2021   | 978-4-19-950758-8 |
| 23 | 13 avril 2022     | 978-4-19-950776-2 |
| 24 | 13 juin 2023      | 978-4-19-950817-2 |
| 25 | 13 février 2024   | 978-4-19-950843-1 |

### Anime
Une adaptation en anime a été annoncée par une bande enveloppante présente sur le 14e volume du manga, sorti le 13 décembre 2016,. Il a été révélé plus tard qu'il s'agira d'une série télévisée d'animation de douze épisodes réalisée par Naoyuki Konno au studio d'animation Emon et avec Fumitoshi Oizaki en tant que réalisateur en chef,. Sakae Shibuya est le réalisateur en chef de l'animation et le character designer de la série tandis que Tōko Machida se charge des scripts,. Celle-ci est diffusée pour la première fois au Japon du 9 juillet au 24 septembre 2017 sur Tokyo MX, et un peu plus tard sur AT-X et BS11,. Crunchyroll détient les droits de diffusion en simulcast de la série dans le monde entier, excepté en Asie,.
La chanson de l'opening de la série, intitulée Oshiete Darwin (教えてダーウィン, Oshiete Dāwin, litt. « Dis-moi Darwin »), est interprétée par le groupe PurelyMonstar (ja), tandis que celle de l'ending de la série, intitulée Edelweiss, est interprétée par Asaka,.

#### Liste des épisodes
| No | Titre français | Titre japonais | Titre japonais | Date de 1re diffusion |
| No | Titre français | Kanji | Rōmaji | Date de 1re diffusion |
| -- | --- | --- | --- | --------------------- |
| 1  | Au bout du compte, tout le monde aime les bisous. / Tu savais que la course à pied est une métaphore de la vie ?                                                          | なんだかんだで、みんな、キスって大好きだよね。 マラソンって人生の縮図だって、知ってた?                            | Nandakanda de, minna, kisu tte daisuki da yo ne. Marason tte jinsei no shukuzu datte, shitteta?                                                              | 9 juillet 2017        |
| 2  | La beauté est une arme à double tranchant. / Les aquatiques vivent dans l'eau et les montagnards à la montagne, c'est tout                                                | 美しさって、諸刃の刃ナノであった。 水に生きる水人、陸に生きる山人ってまんまじゃん。                               | Utsukushi-sa tte, moroha no yaiba nano deatta Mizu ni ikiru mizu no hito, riku ni ikiru yama no hito tte manmajan.                                           | 16 juillet 2017       |
| 3  | Tant d'énergie dans un si petit corps ? / Peu importent l'âge ou l'époque, les magical girls sont toujours populaires.                                                    | 小さい子のあのバイタリティは何処からくるの？ 時代や年代を問わず、魔法少女って人気あるよね。                       | Chiisana ko no ano baitariti wa dokokara kuru no? Jidai ya nendai o towazu, mahō shōjo tte ninki aru yo ne.                                                  | 23 juillet 2017       |
| 4  | Recevoir une lettre d'amour et être plongé dans l'embarras… Que faire ? / Il y a deux types de personnes.                                                                 | ラブレターをもらって困惑する…その心は？ UFO、UMAの類を信じるか信じないかでタイプが分かれるよね。                  | Rabu retā o moratte konwakusuru… Sono kokoro wa? Yūfō, yūma no tagui o shinjiru ka shinjinai ka de, taipu ga wakareru yo ne.                                 | 30 juillet 2017       |
| 5  | Les rumeurs sur les Australs vont bon train. / Finalement, l'histoire et les racines des Australs restent un mystère.                                                     | 南極人って噂がー人歩きしてるみたい。 でも、南極人って歴史もルーツも謎だよね。                                     | Nankyokujin tte uwasa ga hitori aruki shiteru mitai Demo, nankyokujin tte rekishi mo rūtsu mo nazo da yo ne                                                  | 6 août 2017           |
| 6  | Connaître ses ancêtres et son histoire, est-ce une bonne chose ? / Faire de sa passion son travail est-ce là le bonheur ?                                                 | 先祖や歴史のことを遡れるのは、むしろ幸福？それとも不幸？ 本当に好きなことを仕事にすることは果たして幸せなのかな？ | Senzo ya rekishi no koto o sakanoboreru no wa, mushiro kōfuku? Soretomo fukō? Hontō ni suki na koto o shigoto ni suru koto wa hatashite shiawase nano ka na? | 13 août 2017          |
| 7  | Les premières expériences mêlent curiosité et méfiance… ça rime. / Voir un film occulte en étant enfant fait statistiquement 140 plus peur.                               | 初めての経験って恐怖と興味が共存…ライムだけどね。 幼い頃に観たオカルト映画の恐怖は140%増しだよね。                | Hajimete no keiken tte kyōfu to kyōmi ga kyōzon… Raimu dakedo ne. Osanai koro ni mita okaruto eiga no kyōfu wa hyaku-yon-jū-pāsento mashi da yo ne.          | 20 août 2017          |
| 8  | Le meilleur atout pour gagner, c'est de se persuader que c'est pour de vrai. / Quand on croit à des choses tellement incertaines… on marmonne que c'est vraiment absurde. | 真剣勝負ってメンタルの強さが一番の勝因なのかもしれない。 信じるものの不確定さって…なんて不条理に呟いたりして。    | Shinken shōbu tte mentaru no tsuyosa ga ichiban no shōinna no kamo shirenai. Shinjiru mono no fukakutei satte… Nante fujōri ni tsubuyaitari shite.           | 27 août 2017          |
| 9  | Les Souffrances des gens illustres. / La Vie des gens illustres. | 世間で偉人って言われている人の苦悩って。 世間で偉人って言われている人の人生って。                                 | Seken de ijin tte iwareteiru hito no kunō tte. Seken de ijin tte iwareteiru hito no jinsei tte.                                                              | 3 septembre 2017      |
| 10 | Allez apprécier de l'art moderne pendant un rendez-vous… | デートに現代美術鑑賞を選んだ場合…その1。 デートに現代美術鑑賞を選んだ場合…その2。                                 | Dēto ni gendai bijutsu kanshō o eranda baai… Sono 1. Dēto ni gendai bijutsu kanshō o eranda baai… Sono 2.                                                    | 10 septembre 2017     |
| 11 | Il y a autant de noms de fleurs que de gens ? C'est sûrement un mensonge ! / Il y a autant de types de beauté que de gens ? Moralement parlant, ça doit être vrai.        | 花の名前は……は人の数だけあるんだよ、ってきっと嘘！ 美しさは人の数だけあるんだよ、広義で言えばきっと本当？         | Hana no namae wa…… wa hito no kazu dake arunda yo, tte kitto uso! Utsukushi-sa wa hito no kazu dake arunda yo, kōgi de ieba kitto hontō?                     | 17 septembre 2017     |
| 12 | J'ai essayé de faire de la fantasy comme un RPG. / Une lutte sans merci ! De la force brute ! Le résultat de ce combat entre héroïnes                                     | ファンタジーをRPG気分で作ってみた。 激闘！ 腕相撲！ 女(ヒロイン)だらけの勝負の行方は                              | Fantajī o RPG kibun de tsukutta mita. Gekitō! Udezumō! Onna (hiroin) darake no shōbu no yukue wa                                                             | 24 septembre 2017     |

### Œuvres
Édition japonaise
1. 1 2  (ja) « セントールの悩み　① », sur Tokuma Shoten (consulté le 14 juillet 2018)
2. 1 2  (ja) « セントールの悩み　② », sur Tokuma Shoten (consulté le 14 juillet 2018)
3. 1 2  (ja) « セントールの悩み　③ », sur Tokuma Shoten (consulté le 14 juillet 2018)
4. 1 2  (ja) « セントールの悩み　④ », sur Tokuma Shoten (consulté le 14 juillet 2018)
5. 1 2  (ja) « セントールの悩み　⑤ », sur Tokuma Shoten (consulté le 14 juillet 2018)
6. 1 2  (ja) « セントールの悩み　⑥ », sur Tokuma Shoten (consulté le 14 juillet 2018)
7. 1 2  (ja) « セントールの悩み　⑦ », sur Tokuma Shoten (consulté le 14 juillet 2018)
8. 1 2  (ja) « セントールの悩み　⑧ », sur Tokuma Shoten (consulté le 14 juillet 2018)
9. 1 2  (ja) « セントールの悩み　⑨ », sur Tokuma Shoten (consulté le 14 juillet 2018)
10. 1 2  (ja) « セントールの悩み　⑩ », sur Tokuma Shoten (consulté le 14 juillet 2018)
11. 1 2  (ja) « セントールの悩み　⑪ », sur Tokuma Shoten (consulté le 14 juillet 2018)
12. 1 2  (ja) « セントールの悩み　⑫ », sur Tokuma Shoten (consulté le 14 juillet 2018)
13. 1 2  (ja) « セントールの悩み　⑬ », sur Tokuma Shoten (consulté le 14 juillet 2018)
14. 1 2  (ja) « セントールの悩み　⑭ », sur Tokuma Shoten (consulté le 14 juillet 2018)
15. 1 2  (ja) « セントールの悩み　⑮ », sur Tokuma Shoten (consulté le 14 juillet 2018)
16. 1 2  (ja) « セントールの悩み　⑯ », sur Tokuma Shoten (consulté le 14 juillet 2018)
17. 1 2  (ja) « セントールの悩み　⑰ », sur Tokuma Shoten (consulté le 14 juillet 2018)
18. 1 2  (ja) « セントールの悩み　⑱ », sur Tokuma Shoten (consulté le 16 avril 2019)
19. 1 2  (ja) « セントールの悩み　⑲ », sur Tokuma Shoten (consulté le 1er mars 2020)
20. 1 2  (ja) « セントールの悩み　⑳ », sur Tokuma Shoten (consulté le 1er mars 2020)
21. 1 2  (ja) « セントールの悩み　㉑ », sur Tokuma Shoten (consulté le 13 juin 2024)
22. 1 2  (ja) « セントールの悩み　２２ », sur Tokuma Shoten (consulté le 13 juin 2024)
23. 1 2  (ja) « セントールの悩み　２３ », sur Tokuma Shoten (consulté le 13 juin 2024)
24. 1 2  (ja) « セントールの悩み　２４ », sur Tokuma Shoten (consulté le 13 juin 2024)
25. 1 2  (ja) « セントールの悩み　２５ », sur Tokuma Shoten (consulté le 13 juin 2024)